# Боб Дилан
Роберт Ален Цимерман (енгл. Robert Allen Zimmerman; Дулут, 24. мај 1941), познатији као Боб Дилан (енгл. Bob Dylan), амерички је певач, композитор и песник који је присутан на светској музичкој сцени већ пола века. Највећи део песама због којих је стекао славу датирају из шездесетих година, када је невољно постао глас генерације захваљујући песама попут The Times They Are a-Changin и Blowin' in The Wind, које су постале химне Покрета за грађанска права и анти-ратног покрета. Дилан је познат по свом напуштању својих раних фанова које је стекао током васкрснућа америчке фолк музике, када је снимивши Like a Rolling Stone, којим је проширио видике популарне музике.
Многе Диланове песме обрадио је велики број извођача. Често је кроз песму изражавао бунт против политике и друштвених догми свог времена.
Свира гитару, усну хармонику и клавир.
Режисер Мартин Скорсезе је 2005. године режирао документарац No direction home који прати Диланов живот од доласка у Њујорк 1961. године, па све до саобраћајне несреће 1966. године, након чега је морао да прекине своју тадашњу турнеју.
Године 2016, Дилан је добио Нобелову награду за књижевност, "за стварање нових поетских изражаја унутар велике америчке традиције песама".

## Живот и каријера

### 1941—1959: Порекло и музички почеци
Боб Дилан је рођен као Роберт Ален Цимерман (хебр. שבתאי זיסל בן אברהם Shabtai Zisl ben Avraham) у Сент Мери болници дана 24. маја 1941. године, у Дулуту у Минесоти, и одрастао у Хибингу у Минесоти, на Месаби масиву западно од језера Супериор. Он има млађег брата Дејвида. Диланов деда и бака по оцу, Зигман и Ана Цимерман, емигрирали су из Одесе, у Руској Империји (сада Украјина), у Сједињене Државе након антисемитских погрома из 1905. Његови деда и бака по мајци, Бен и Флоренс Стоуне, били су литвански Јевреји који су доспели у Сједињене Државе 1902. У својој аутобиографији, Хронике: Том један, Дилан је написао да је девојачко презиме његове очинске баке Киргиз и да њена породица потиче из округа Кагизман у Карс вилајету на североистоку Турске.
Диланов отац Абрам Цимерман, власник продавнице електричних апарата, и мајка Беатрис „Бити” Стоун, били су део мале, блиско повезане јеврејске заједнице. Они су живели у Дулуту све док Дилан није имао шест година, када је његов отац имао полио, те се породица вратила у родни град његове мајке, Хибинг, где су живели до краја Дилановог детињства. У својим раним годинама слушао је радио, прво блуз и кантри станице из Шривпорта у Луизијани, а касније када је био тинејџер рокенрол.